# Leonard Scheicher
Leonard Scheicher (Berlino, 26 luglio 1992) è un attore tedesco.

## Biografia
Scheicher debutta in un episodio della serie televisiva SOKO München. Nella tragicommedia Quellen des Lebens di Oskar Roehler interpreta il ruolo di Robert Freytag, il figlio adolescente del protagonista (Moritz Bleibtreu). Nel film drammatico Finsterworld di Frauke Finsterwalder interpreta il ruolo di Dominik, uno studente ribelle al fianco di Carla Juri, Christoph Bach e Ronald Zehrfeld. Ai New Faces Awards del 2014, Scheicher viene candidato miglior giovane attore per questi due ruoli.
Dal 2012 al 2016, Scheicher studia recitazione alla Hochschule für Schauspielkunst Ernst Busch di Berlino. Nel 2016, interpreta Tom Wingfield in Glass Menagerie di Tennessee Williams alla Komödie am Kurfürstendamm sotto la regia di Katharina Thalbach.
Seguono i film per la televisione Das Romeo-Prinzip, nel quale interpreta uno studente innamorato che, ignaro, riceve consigli da un ex psicologo della Stasi per conquistare la donna dei suoi sogni, Tödliche Geheimnisse e il suo sequel Tödliche Geheimnisse – Jagd in Kapstadt. Nel lungometraggio del 2017 di Ilker Çatak, Es war einmal Indianerland, interpreta il protagonista Mauser, adolescente di periferia e aspirante pugile. Nella miniserie Das Boot, andata in onda nel 2018, a Scheicher è stato affidato il ruolo dell'operatore radiofonico Frank Strasser.

## Filmografia
- Der vermessene Mensch, regia di Lars Kraume (2023)
- Vamos a la Playa, regia di Bettina Blümner (2022)
- Das Boot (2018)
- Es war einmal Indianerland, regia di Ilker Çatak (2017)